# Hong Kong Open 2017
L'Hong Kong Open 2017, anche conosciuto come Prudential Hong Kong Tennis Open per motivi di sponsorizzazione, è stato un torneo di tennis giocato sul cemento. Questa è stata l'8ª edizione dell'evento e fa parte della categoria International del WTA Tour 2017. L'Hong Kong Open si è giocato dal 9 al 15 ottobre 2017 a Victoria Park di Hong Kong.

## Partecipanti

### Teste di serie
| Nazionalità | Giocatrice               | Ranking* | Testa di serie |
| ----------- | ------------------------ | -------- | -------------- |
| Ucraina     | Elina Svitolina          | 3        | 1              |
| Stati Uniti | Venus Williams           | 5        | 2              |
| Danimarca   | Caroline Wozniacki       | 6        | 3              |
| Polonia     | Agnieszka Radwańska      | 11       | 4              |
| Russia      | Elena Vesnina            | 20       | 5              |
| Russia      | Anastasija Pavljučenkova | 21       | 6              |
| Australia   | Dar'ja Gavrilova         | 22       | 7              |
| Cina        | Zhang Shuai              | 26       | 8              |

* Ranking al 2 ottobre 2017.

### Altre partecipanti
Le seguenti giocatrici hanno ricevuto una wild card per il tabellone principale:
- Lee Ya-hsuan
- Elina Svitolina
- Elena Vesnina
- Zhang Ling

La seguente giocatore è entrata in tabellone con il ranking protetto:
- Misa Eguchi

Le seguenti giocatrici sono passate dalle qualificazioni:

- Shūko Aoyama
- Jacqueline Cako
- Valentini Grammatikopoulou
- Alexa Guarachi
- Priscilla Hon
- Miyu Katō

### Ritiri
Prima del torneo
- Catherine Bellis →sostituita da  Chang Kai-chen
- Johanna Konta →sostituita da  Zarina Dijas
- Aleksandra Krunić →sostituita da  Luksika Kumkhum
- Kristina Mladenovic →sostituita da  Risa Ozaki
- Kristýna Plíšková →sostituita da  Nicole Gibbs
- Sloane Stephens →sostituita da  Misa Eguchi
- Heather Watson →sostituita da  Lizette Cabrera
- Zheng Saisai →sostituita da  Kurumi Nara

Durante il torneo
- Elina Svitolina
- Caroline Wozniacki

## Campionesse

### Singolare
Anastasija Pavljučenkova ha sconfitto in finale  Dar'ja Gavrilova con il punteggio di 5–7, 6–3, 7–6(3).
- È l'undicesimo titolo in carriera per Pavljučenkova, il terzo della stagione.

### Doppio
Chan Hao-ching /  Latisha Chan hanno sconfitto in finale  Lu Jiajing /  Wang Qiang con il punteggio di 6–1, 6–1.